# The Legend of the Lone Ranger
The Legend of the Lone Ranger is een Amerikaanse western uit 1981. De film is gebaseerd op een radio en televisieserie The Lone Ranger. 

## Plot
De enige overlevende van een aanval op de Texas Rangers van de bandiet  Butch Cavendish keert terug als de Lone Ranger.

## Ontvangst
De recensies voor de film waren heel erg slecht en de film bracht slechts 12 miljoen dollar op terwijl het een budget van 18 miljoen had.
De film was genomineerd voor vijf Razzies en won de prijs voor slechtste acteur, slechtste nieuwe ster (allebei voor Klinton Spilsbury) en slechtste muziek.

## Rolverdeling
| Acteur             | Personage                               |
| ------------------ | --------------------------------------- |
| Klinton Spilsbury  | John Reid/The Lone Ranger               |
| James Keach        | John Reid/The Lone Ranger (alleen stem) |
| Michael Horse      | Tonto                                   |
| Christopher Lloyd  | Butch Cavendish                         |
| Matt Clark         | Sheriff Wiatt                           |
| Juanin Clay        | Amy Striker                             |
| Jason Robards      | Ulysses S. Grant                        |
| John Bennett Perry | Ranger Captain Dan Reid                 |
| John Hart          | Lucas Striker                           |
| Richard Farnsworth | Wild Bill Hickok                        |
| Ted Flicker        | Buffalo Bill Cody                       |
| Buck Taylor        | Robert Edward Gattlin                   |
| Tom Laughlin       | Neeley                                  |
| Merle Haggard      | Balladeer                               |
| Lincoln Tate       | George A. Custer                        |